# Дискография White Zombie
Дискография американской группы White Zombie включает в себя 4 студийных альбомов, 6 мини-альбомов, и 3 сборника. За время работы группа выпустила 12 синглов.

## Студийные альбомы
| Год  | Альбом                                                                                                | Позиция в чартах | Позиция в чартах | Позиция в чартах | Позиция в чартах | Позиция в чартах | Позиция в чартах | Позиция в чартах | Позиция в чартах | Позиция в чартах | Сертификации                                 |
| Год  | Альбом                                                                                                | GB               | US               | AU               | AT               | BE               | CH               | DE               | NO               | NZ               | Сертификации                                 |
| ---- | --- | ---------------- | ---------------- | ---------------- | ---------------- | ---------------- | ---------------- | ---------------- | ---------------- | ---------------- | -------------------------------------------- |
| 1987 | Soul-Crusher - Выпущен: ноябрь 1987 - Лейбл: Caroline Records / Silent Explosion - Форматы: LP        | -                | -                | -                | -                | -                | -                | -                | -                | -                |                                              |
| 1989 | Make Them Die Slowly - Выпущен: 22 март 1989 - Лейбл: Caroline Records - Форматы: CD, CS              | -                | -                | -                | -                | -                | -                | -                | -                | -                |                                              |
| 1992 | La Sexorcisto: Devil Music, Vol. 1 - Выпущен: 17 марта 1992 - Лейбл: Geffen Records - Форматы: CD, CS | -                | 26               | -                | -                | -                | -                | -                | -                | -                | US: 2x Платиновый CA: Золотой                |
| 1995 | Astro Creep: 2000 - Выпущен: 11 апреля 1995 - Лейбл: Geffen Records - Форматы: CD, CS                 | 25               | 6                | 16               | 26               | 46               | 40               | 57               | 30               | 16               | US: 2x Платиновый GB: Золотой CA: Платиновый |

## Альбом ремиксов
| Год  | Альбом                                                                                         | Позиция в чартах | Позиция в чартах | Позиция в чартах | Позиция в чартах | Позиция в чартах | Сертификации           |
| Год  | Альбом                                                                                         | GB               | US               | CH               | NZ               | AT               | Сертификации           |
| ---- | ---------------------------------------------------------------------------------------------- | ---------------- | ---------------- | ---------------- | ---------------- | ---------------- | ---------------------- |
| 1996 | Supersexy Swingin' Sounds - Выпущен: 15 августа 1995 - Лейбл: Geffen Records - Форматы: CD, CS | 17               | 49               | 29               | 54               | 32               | - US: Gold - CAN: Gold |

## Мини-альбомы
- Gods on Voodoo Moon (1985)
- Pig Heaven (1986)
- Psycho-Head Blowout (1987)
- God of Thunder (1989)
- Zombie Kiss (1990)
- Nightcrawlers: The KMFDM Remixes (1992)

## Сборники
- Past, Present & Future (2003)
- 20th Century Masters: Millennium Collection: The Best of Rob Zombie (2006)
- Let Sleeping Corpses Lie (2008)

## Синглы
| Год  | Название                                     | Чарт | Чарт   | Чарт    | Альбом                              |
| Год  | Название                                     | U.K. | US Alt | US Main | Альбом                              |
| ---- | -------------------------------------------- | ---- | ------ | ------- | ----------------------------------- |
| 1993 | «Thunder Kiss '65»                           | -    | -      | 26      | La Sexorcisto: Devil Music, Vol. 1  |
| 1993 | «I Am Hell»                                  | -    | -      | -       | The Beavis and Butt-Head Experience |
| 1994 | «Black Sunshine»                             | -    | -      | 39      | La Sexorcisto: Devil Music, Vol. 1  |
| 1994 | «Children of the Grave»                      | -    | -      | -       | Nativity in Black                   |
| 1994 | «Feed the Gods»                              | -    | -      | -       | Airheads                            |
| 1995 | «Electric Head Pt. 2 (The Ecstasy)»          | 31   | -      | 27      | Astro-Creep: 2000                   |
| 1995 | «More Human than Human»                      | 51   | 7      | 10      | Astro-Creep: 2000                   |
| 1995 | «Real Solution #9»                           | -    | -      | -       | Astro-Creep: 2000                   |
| 1996 | «Super-Charger Heaven»                       | -    | -      | 39      | Astro-Creep: 2000                   |
| 1996 | «The One»                                    | -    | -      | -       | Escape from L.A.                    |
| 1996 | «I'm Your Boogieman»                         | -    | -      | -       | The Crow: City of Angels            |
| 1996 | «Ratfinks, Suicide Tanks and Cannibal Girls» | -    | -      | -       | Beavis and Butt-Head Do America     |

## Саундтреки
- «Thunder Kiss '65» — «Сканирование мозга» (1994)
- «Feed the Gods» — «Пустоголовые» (1994)
- «Super-Charger Heaven» — «Судья Дредд» (1995)
- «Blur the Technicolor» — «Эйс Вентура 2: Когда зовёт природа» (1995)
- «The One» — «Побег из Лос-Анджелеса» (1996)
- «More Human Than Human» — «Кабельщик» (1996)
- «I'm Your Boogieman» — «Ворон: Город Ангелов» (1996)
- «Ratfinks, Suicide Tanks and Cannibal Girls» — «Бивис и Баттхед уделывают Америку» (1996)
- «Thunder Kiss '65» — «Невеста Чаки» (1998)
- «Grindhouse (A Go-Go)» — «Голливудский финал» (2002)
- «More Human than Human» — «Морской пехотинец» (2006)